# École Nationale de Santé Publique Damouré Zika
Die École Nationale de Santé Publique Damouré Zika (ENSP/DZ) ist eine staatliche Hochschule für Gesundheitsfachberufe in der Stadt Niamey in Niger.

## Standort und Organisation
Die École Nationale de Santé Publique Damouré Zika befindet sich im Stadtzentrum von Niamey im Arrondissement Niamey I. Nördlich des Hochschulgeländes liegt das Infrastrukturministerium, östlich der Rechnungshof, südlich das Nationalkrankenhaus Niamey und westlich das Institut de Santé Publique. In der ENSP/DZ gibt es mehrere Hörsäle und Klassenzimmer, sechs Laboratorien und eine Bibliothek.
Die Hochschule untersteht dem Gesundheitsministerium Nigers. Sie hat die Rechtsform eines établissement public à caractère administratif (öffentliche Einrichtung administrativer Art) und verfügt über finanzielle Autonomie. Die Organe der ENSP/DZ sind der Verwaltungsrat, die Studienkommission und der Disziplinarrat sowie als ausführende Organe der Präsident des Verwaltungsrats und der Generaldirektor, der von einem Generalsekretär unterstützt wird.
Im Jahr 2010 besuchten 255 weibliche und 102 männliche Studierende die Hochschule.

## Bildungsangebote
Die ENSP/DZ bietet folgende Studiengänge an:
- Licence in höherer Technik der medizinischen Biologie
- Licence in Entbindungspflege
- Licence in Krankenpflege
- Licence in Technik der sozialen Entwicklung
- Diplom in Basis-Gesundheitsversorgung

Eine Studienvoraussetzung für die Licence-Studiengänge ist ein Baccalauréat oder bestimmte abgeschlossene Ausbildungen, etwa ein Diplom in Basis-Gesundheitsversorgung. Um Basis-Gesundheitsversorgung zu studieren, sind ebenfalls bestimmte vorangegangene Ausbildungen eine Voraussetzung.

## Geschichte
Die Ausbildungsstätte wurde durch ein Dekret vom 8. Juni 1964 als Krankenpflegeschule gegründet und nahm am 1. Januar 1965 den Schulbetrieb auf. Ihr Name lautete anfangs École Nationale des Infirmiers et Infirmières (ENI). Mit der Gründung zielte der damalige Staatspräsident Hamani Diori darauf, die Gesundheitsversorgung in den ländlichen Regionen des Landes zu verbessern. Es handelte sich zunächst um eine nicht-akademische zweijährige Ausbildung.
Die ENI wurde am 10. Oktober 1970 in die École Nationale de Santé Publique (ENSP) umgewandelt. Die Ausbildung wurde auf drei Jahre verlängert und um weitere Gesundheitsfachberufe, insbesondere in der Entbindungspflege, erweitert. Seit 1984 ist für die meisten Zweige ein Baccalauréat eine mögliche Voraussetzung zur Zulassung zum Studium. Die Hochschule wurde am 25. Mai 2016 nach dem Schauspieler und Heiler Damouré Zika (1924–2009) in École Nationale de Santé Publique Damouré Zika (ENSP/DZ) umbenannt.

## Bekannte Absolventinnen und Absolventen
- Abdoulaye Diori Kadidiatou Ly (1952–2020), Hebamme und Richterin